# Strumenti topografici
Gli strumenti topografici  sono gli strumenti idonei ad effettuare misure dirette ed indirette di distanze orizzontali ed inclinate, angoli orizzontali e verticali, dislivelli e, nel caso di stazioni totali elettroniche e stazioni con GPS, direttamente la determinazione delle coordinate dei punti, risultanza indiretta degli elementi misurati con strumenti semplici.

## Strumenti semplici[1][2]
Supporti degli strumenti
- Bastone per squadro agrimensorio, Treppiede a perno, Treppiede a gambe intere e rientrabili, Treppiede a testa sferica e Treppiede centrante.

Strumenti per la verifica della verticalità e/o l'orizzontalità, o la misura di angoli
- Filo a piombo
- Piombino a bastone: Detto anche bastone telescopico è formato da due aste telescopiche con l'asta esterna graduata, terminante a punta e corredato di livella sferica. Montato sul treppiede permette di leggere l'altezza strumentale nel punto di stazione.
- Piombino ottico: Costituito da un piccolo cannocchiale ad angolo retto con un prisma a riflessione totale è montato su quasi tutti i basamenti dei tacheometri e dei teodoliti. È possibile rendere verticale l'asse del cannocchiale inferiore, solidamente all'asse di rotazione dello strumento, tramite tre viti calanti e una livella sferica montate sul basamento.
- Archipendolo
- Livella sferica
- Livella torica
- Squadro agrimensorio
- Bussole topografiche: Si tratta di goniometri azimutali che misurano l'azimut magnetico, da cui, conoscendo la declinazione magnetica, è possibile dedurre l'azimut geografico; sono costituite da un cerchio orizzontale graduato col centro coincidente col fulcro dell'ago magnetico, e una mira per la collimazione del punto.

Strumenti per la mira
- Paline, squadro agrimensorio
- Diottra a traguardi: Formata da una riga metallica con alle estremità due alette metalliche piegabili con fenditure verticali, oppure una coi fili incrociati, permette di ottenere una linea di mira disposta su un piano e quindi si può realizzare un allineamento di paline verticali.

Strumenti per la misura delle distanze
- Rotella metrica o doppio decametro
- Flessometro
- Metro ripiegabile
- Triplometro
- Odometro

## Strumenti ottici[1][2]
A riflessione
- Squadro a specchi
- Squadro a specchi di Adams
- Squadro allineatore a specchi
- Croce di specchi

A rifrazione
Costruzione geometrica del raggio rifratto:  {\displaystyle {\hat {r}}=arcsen{\frac {sen{\widehat {i}}}{n}}} dove r = raggio rifratto, i = raggio incidente, n = indice di rifrazione
- Lastra piana e parallela

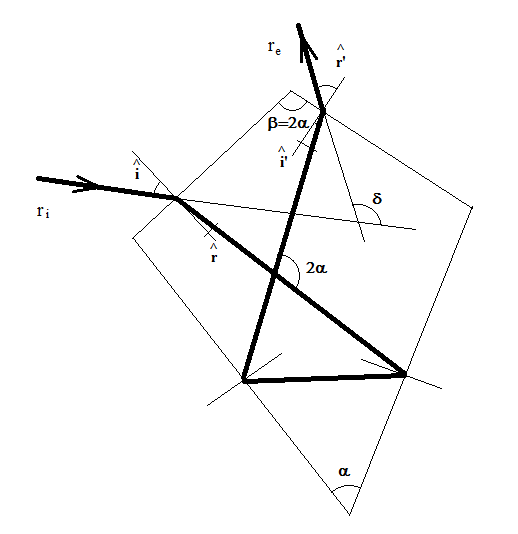

- Prisma ottico qualsiasi e teorema generale sui prismi (o di Jadanza)

Teorema di Jadanza: Quando un raggio luminoso entra in un prisma dalla faccia di incidenza ed esce dalla faccia di emergenza dopo aver subito all'interno del prisma due riflessioni su due facce diverse da quelle di incidenza ed emergenza, il raggio emergente {\displaystyle r_{e}} risulta deviato rispetto a quello incidente {\displaystyle r_{i}} di un angolo {\displaystyle \delta } uguale a quello {\displaystyle \beta } formato dalle facce di incidenza ed emergenza, purché risulti: {\displaystyle \beta =2\alpha }, se {\displaystyle \alpha } è acuto, essendo {\displaystyle \alpha } l'angolo formato dalle due facce riflettenti; {\displaystyle \beta =2\cdot (200gon)}, se {\displaystyle \alpha } è ottuso.
- Prisma triangolare retto
- Squadro a prisma triangolare di Bauernfeind
- Squadro a prisma di Wollaston
- Prisma allineatore di Porro
- Prisma squadro di Zeiss
- Prisma universale di Jadanza
- Prisma squadro e allineatore di Bauernfeind
- Croci di prismi
- Squadro allineatore a specchi di Coutureau

Diottrici
- Occhio umano
- Microscopio semplice e composto
- Cannocchiali
  - Cannocchiale astronomico (o di Keplero)
  - Cannocchiale a lunghezza costante
  - Cannocchiale terrestre
  - Cannocchiale di Galileo
  - Cannocchiale a prisma
  - Cannocchiale con prisma a tetto
  - Cannocchiale catadiottrico

## Strumenti per la misura degli angoli o goniometri
Con il termine goniometro si indicano in generale tutti gli strumenti per la misurazione degli angoli. Dal greco gonios = angolo e metron = misura. I goniometri usati in topografia (classificati in base al metodo con cui individuano le direzioni o al tipo di angoli che possono misurare) sono:
- Azimutali Strumenti a cerchi graduati con o senza lettura al nonio o al microscopio utilizzati per la misura degli angoli orizzontali. Il nome deriva da azimut, l'angolo diedro avente come spigolo la verticale del luogo (la normale) e per facce i piani passanti per un astro e un punto all'infinito. 
  - A traguardi
  - A prisma
  - A cannocchiale, come il tacheometro e il teodolite
- Zenitali Strumenti a cerchi graduati con o senza lettura al nonio o al microscopio utilizzati per la misura degli angoli verticali. 
  - Ecclimetri Strumenti a cannocchiale dotati di cerchio verticale graduato. L'ecclimetro è il cerchio verticale nel tacheometro e nel teodolite.
  - Clisimetri Strumenti a cannocchiale utilizzati per la misura delle pendenze che invece del cerchio graduato sono provvisti di una scala delle pendenze, in cui si legge la tangente dell'angolo della visuale. La graduazione, espressa in percentuale, fornisce il dislivello fra due punti distanti 100 m. I clisimetri possono essere a cannocchiale o a visione naturale, come i clisimetri a traguardi, a sospensione e a riflessione.
  - Sestanti
- Azimutali e zenitali
  - Tacheometro
  - Teodolite
- Mediante squadro agrimensorio, bussola topografica e livella torica

## Strumenti per la misura delle distanze[1][2]
Strumenti di misura diretta
- Rotella metrica o doppio decametro, Flessometro, Metro ripiegabile, Odometro, Triplometro
- Nastri d'acciaio
- Apparato di Jaderin

Strumenti di misura indiretta
- Distanziometri a onde
- Distanziometri a laser
- Distanziometri a prisma
- Telemetri Il telemetro consiste in un'asta con lunghezza nota b, (o anche variabile nel caso di telemetro a base variabile) alle cui estremità sono montati due cannocchiali, di cui uno con l'asse retto rispetto all'asta, in A, e l'altro, in B, libero di ruotare intorno al suo asse verticale, dotato di cerchio orizzontale che permette di leggere l'angolo rispetto al punto P collimato. La distanza è calcolabile risolvendo il triangolo ABP, in cui l'angolo letto {\displaystyle \alpha } esterno al triangolo, è anche l'angolo {\displaystyle B{\widehat {P}}A} interno:    {\displaystyle D=b\cdot cotg\ \alpha }
- Strumenti autoriduttori. Nelle misure con stadia verticale, i cannocchiali con reticolo autoriduttore fanno variare l'angolo parallattico in modo che, qualunque sia l'inclinazione dell'asse di collimazione ( {\displaystyle S(\varphi )={\frac {2\cdot D\cdot tan\ \alpha }{sen^{2}\ \alpha }}} variazione nel caso di cannocchiale ad angolo parallattico costante) la differenza delle letture ai fili S rimanga costante.
- Mediante stadia e cannocchiale distanziometrico

- stadia verticale e cannocchiale ad angolo parallattico costante:
Dato che  {\displaystyle r/f=S/D}, in cui  r = distanza tra i fili estremi del micrometro; f = distanza focale dell'obiettivo; S = (l1 - l2) = intervallo di stadia letto ai fili distanziometrici del reticolo; D = distanza fra il punto anallattico e la stadia.  r / f = k = costante diastimometrica o distanziometrica [pari a 50, 100 o 200], si ha che: {\displaystyle D=k\cdot S}
  - con asse di collimazione orizzontale  {\displaystyle D=k\cdot S+c}.  con c = e + f, [35-50 cm], e = distanza fra i centri strumentale e lente obiettivo, f = distanza focale dell'obiettivo
  - con asse di collimazione inclinato {\displaystyle D=k\cdot S\cdot sen^{2}\ \varphi =k\cdot S\cdot cos^{2}\ \alpha }    con {\displaystyle \alpha ={\frac {\pi }{2}}-\varphi }
- stadia verticale e cannocchiale ad angolo parallattico variabile, con asse di collimazione anche inclinato    {\displaystyle D={\frac {l_{1}-l_{2}}{cotg\ \varphi _{1}-cotg\ \varphi _{2}}}=(l_{2}-l_{2})\cdot {\frac {sen\ \varphi _{1}-sen\varphi _{2}}{sen(\varphi _{2}-\varphi _{1})}}}

- stadia orizzontale e cannocchiale ad angolo parallattico costante, con asse di collimazione anche inclinato {\displaystyle D=k\cdot S\cdot sen\ \varphi +c\cdot sen\ \varphi =k\cdot S\cdot cos\ \alpha +c\cdot cos\ \alpha }
- stadia orizzontale e cannocchiale ad angolo parallattico variabile, con asse di collimazione anche inclinato  {\displaystyle D={\frac {S}{2}}\cdot cotg\ \varphi }
- Mediante ecclimetri {\displaystyle D={\frac {l_{1}-l_{2}}{tg\ \alpha _{1}-tg\ \alpha _{2}}}=(l_{1}-l_{2})\cdot {\frac {cos\ \alpha _{1}\cdot cos\alpha _{2}}{sen(\alpha _{1}-\alpha _{2})}}}
- Mediante clisimetri {\displaystyle D={\frac {l_{1}-l_{2}}{p_{1}-p_{2}}}}

## Strumenti per la misura dei dislivelli
- Mareografi
- Barometri
- Livelli idrostatici

Con mire e stadie
- Livelli a cannocchiale
- Livelli a visuale reciproca
- Livelli a manicotto
- Livelli autolivellanti
- Livelli a laser rotante
- Livelli digitali
- Livelli zenitali e nadirali
- Livelli a traguardi
- Ecclimetri e clisimetri
- Triplometro

## Stazioni totali

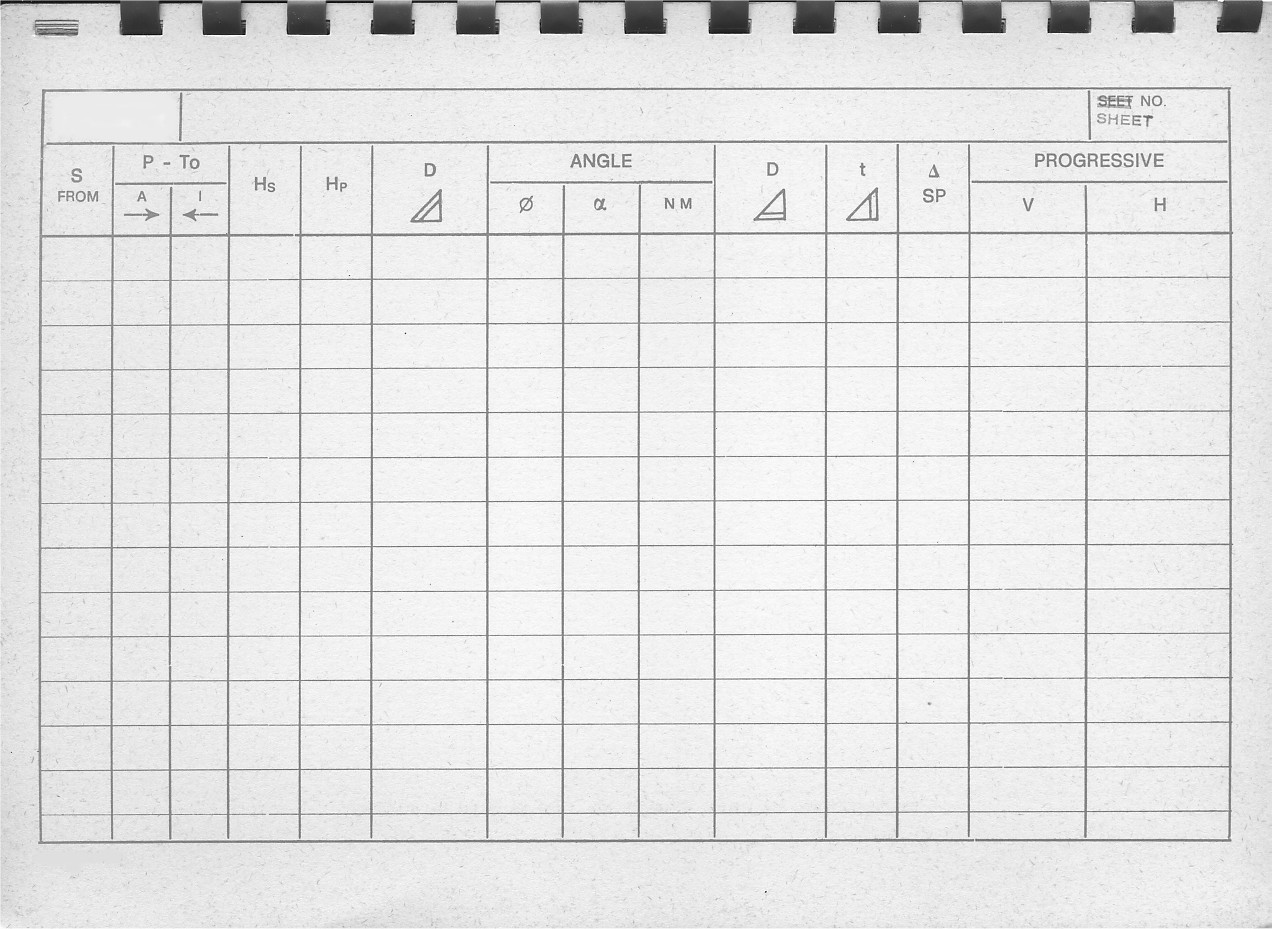
Foglio di libretto di campagna per distanziometro a raggi infrarossi

La stazione totale è uno strumento computerizzato che oltre ad assolvere la classica funzione di teodolite (cioè misuratore di angoli orizzontali e verticali) unisce un elettrodistanziometro (EDM), cioè un ricetrasmettitore di raggi infrarossi o laser. Nel primo caso è indispensabile un riflettore e quindi un operatore ausiliario chiamato canneggiatore, nel secondo caso è sufficiente qualsiasi superficie e quindi è possibile effettuare misurazioni anche soli con lo strumento. L'EDM valuta la distanza tra due punti misurando la differenza di fase tra un'onda sinusoidale emessa e ricevuta (EDM a differenza di fase) oppure il tempo impiegato dall'onda emessa dallo strumento per eseguire il percorso (EDM a impulsi). L'EDM invia un segnale modulato a dei particolari prismi ottici a 45º (posizionati su appositi sostegni nei punti da rilevare) che li riflettono verso l'unità base. Quest'ultima è dotata di un fasometro il quale calcola indirettamente la distanza inclinata per via di successive approssimazioni. In genere al fasometro è accoppiato un computer il quale può fornire la distanza in piano previo inserimento dell'angolo verticale.

## Il GPS nelle applicazioni topografiche
Il GPS viene utilizzato anche frequentemente per scopi topografici/cartografici. In genere, per le applicazioni topografiche, dove le precisioni richieste sono di tipo centimetrico, non si utilizzano le normali tecniche di rilievo GPS utilizzate per la navigazione. La tecnica più diffusa è quella della misura in differenziale. Essendo la differenza tra il valore delle reali coordinate del punto e quelle rilevate dallo strumento GPS, variabili nel tempo ma costanti a livello locale, è possibile operare con due strumenti in contemporanea. Uno, il master, verrà localizzato su un punto noto nei pressi del punto da rilevare. L'altro, il rover, effettuerà il rilievo. Avendo, attraverso il master, la registrazione dell'errore locale, istante per istante, le letture del rover verranno corrette attraverso queste ottenendo precisioni fino a 2 ppm, ovvero 1 millimetro su un chilometro.